# Goldeneye (hus)

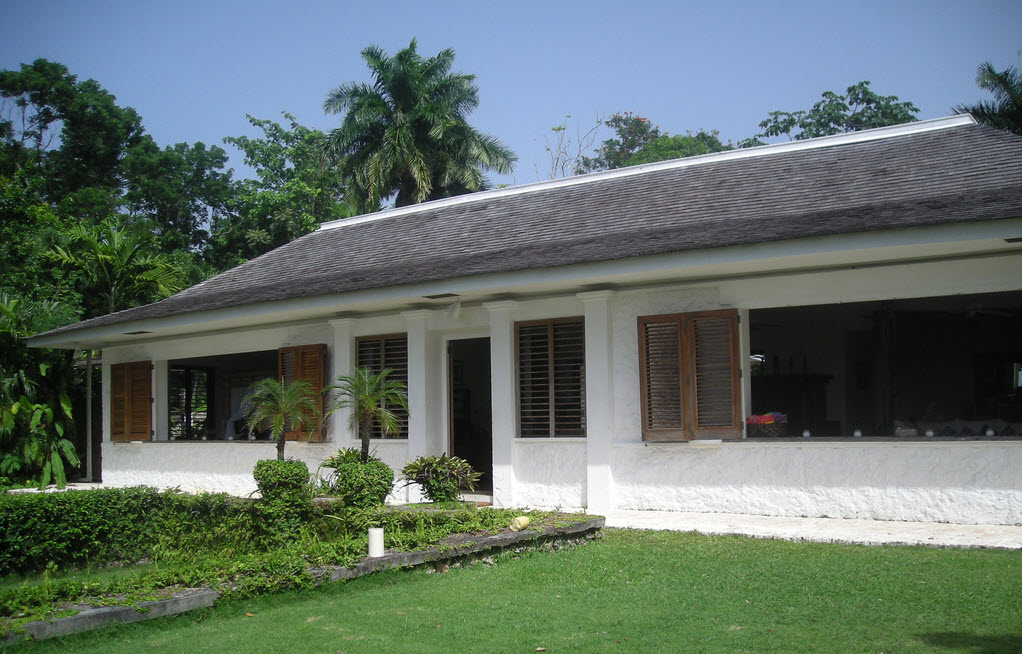
Huset Goldeneye 2011.

Goldeneye var det ursprungliga namnet på Ian Flemings hus nära orten Oracabessa på Jamaica. Det var där de fjorton klassiska böckerna om James Bond skrevs, på en gyllene skrivmaskin.
Huset med omgivningar är bevarat och är (2023) tillgängligt för uthyrning.